# El Refugio, Sinaloa
El Refugio är en ort i Mexiko.   Den ligger i kommunen Ahome och delstaten Sinaloa, i den västra delen av landet, 1 300 km nordväst om huvudstaden Mexico City. El Refugio ligger 11 meter över havet och antalet invånare är 1 064.
Terrängen runt El Refugio är platt. Runt El Refugio är det ganska tätbefolkat, med 83 invånare per kvadratkilometer. Närmaste större samhälle är Higuera de Zaragoza, 3,1 km söder om El Refugio. Trakten runt El Refugio består till största delen av jordbruksmark.